# هیپاسوس
هیپاسوس (به یونانی: Ἵππασος) ریاضیدان و فیلسوف یونانی مکتب فیثاغوری بود که با کشف اعداد گنگ، اصول مکتب فیثاغوری را که اعداد (طبیعی) را اساس هرچیز می‌دانستند، متزلزل کرد. مشهور است که وی را به خاطر این کشف به دریا انداختند.

## اعداد گنگ
گاهی از هیپاسوس به عنوان کاشف وجود اعداد گنگ یاد می‌شود؛ که در پی آن به وسیلهٔ فیثاغورسیان در دریا غرق شد زیرا فیثاغورسیان معتقد بودند تمام اعداد را می‌توان به وسیلهٔ تقسیم اعداد صحیح بیان کرد یا به عبارت دیگر تمام اعداد گویا هستند.
پاپوس می‌گوید دانستن اعداد گنگ در اصل از مدارس فیثاغورسی شروع می‌شود و وقتی اعضای این مدارس برای اولین بار این راز را آشکار کردند با غرق کردن کشته شدند.یامبلیخوس یکسری گزارش ناسازگار درمورد این موضوع می‌دهد در یک داستان او توضیح می‌دهد که چطور یک فیثاغورسی به خاطر آشکار کردن طبیعت اعداد گنگ از مدرسهٔ فیثاغورسیان اخراج شد اما بعداً می‌گوید که داستان فیثاغورسی ای که به دریا انداخته شد به خاطر آشکار کردن ترسیم دوازده وجهی منتظم روی یک کره بود.در داستانی دیگر می‌گوید این هیپاسوس بود که به خاطر فاش کردن روش ترسیم دوازده وجهی و به دریا انداخته شد. ولی در داستانی دیگر می‌گوید مجازات مشابهی برای فیثاغوریانی که وجود اعداد گنگ را آشکار می‌کردند وضع می‌شد.یامبلیخوس به‌طور واضح بیان می‌کند به دریا انداختن مجازات کسانی بود که به خدایان بی‌احترامی کنند.
تمام این داستان‌ها ما را به این نتیجه می‌رساند که هیپاسوس کاشف اعداد گنگ بود ولی آنچه او انجام داده‌است یا انجام نداده‌است مبهم است.در اصل با ترکیب داستان‌ها به این نتیجه می‌توان رسید که ممکن است کشف اعداد گنگ حین ترسیم دوازده وجهی‌ها انجام شده باشد. گنگ بودن به وسیلهٔ تفریق معکوس متناهی را به راحتی می‌توان در نسبت طلایی که در پنج ضلعی وجود دارد مشاهده کرد.